# Jeff Finger
Jeff Finger (né le 18 décembre 1979 à Hancock, Michigan aux États-Unis) est un joueur de hockey sur glace professionnel américain.

## Carrière
Il commence sa carrière en 1997 avec les Gamblers de Green Bay de l'USHL. De 2000 à 2003, il joue avec l'équipe universitaire de St. Cloud State en NCAA.
Il est choisi en 1999 au cours du repêchage d'entrée dans la Ligue nationale de hockey par l'Avalanche du Colorado au 8e tour, en 240e position. De 2003 à 2007, il joue en LAH avec les Bears de Hershey, les Lock Monsters de Lowell et enfin les River Rats d'Albany. Lors de la saison 2006-2007, il joue ses premiers matchs en LNH avec l'Avalanche du Colorado. Le 1er juillet 2008 il signe un contrat de quatre ans avec les Maple Leafs de Toronto.

## Statistiques
| Saison     | Équipe                     | Ligue      |     | Saison régulière | Saison régulière | Saison régulière | Saison régulière | Saison régulière |   | Séries éliminatoires | Séries éliminatoires | Séries éliminatoires | Séries éliminatoires | Séries éliminatoires |
| Saison     | Équipe                     | Ligue      | PJ  | B                | A                | Pts              | Pun              | PJ               | B | A                    | Pts                  | Pun                  |                      |                      |
| 1997-1998  | Gamblers de Green Bay      | USHL       | 51  | 5                | 9                | 14               | 208              | 4                | 0 | 0                    | 0                    | 18                   |                      |                      |
| 1998-1999  | Gamblers de Green Bay      | USHL       | 55  | 11               | 28               | 39               | 199              | 6                | 0 | 3                    | 3                    | 14                   |                      |                      |
| 1999-2000  | Gamblers de Green Bay      | USHL       | 55  | 13               | 35               | 48               | 154              | 14               | 3 | 11                   | 14                   | 40                   |                      |                      |
| 2000-2001  | Huskies de St. Cloud State | NCAA       | 41  | 4                | 5                | 9                | 84               | -                | - | -                    | -                    | -                    |                      |                      |
| 2001-2002  | Huskies de St. Cloud State | NCAA       | 42  | 6                | 20               | 26               | 105              | -                | - | -                    | -                    | -                    |                      |                      |
| 2002-2003  | Huskies de St. Cloud State | NCAA       | 24  | 5                | 8                | 13               | 46               | -                | - | -                    | -                    | -                    |                      |                      |
| 2003-2004  | Royals de Reading          | ECHL       | 10  | 2                | 5                | 7                | 24               | -                | - | -                    | -                    | -                    |                      |                      |
| 2003-2004  | Bears de Hershey           | LAH        | 63  | 2                | 9                | 11               | 88               | -                | - | -                    | -                    | -                    |                      |                      |
| 2004-2005  | Bears de Hershey           | LAH        | 75  | 4                | 11               | 15               | 125              | -                | - | -                    | -                    | -                    |                      |                      |
| 2005-2006  | Lock Monsters de Lowell    | LAH        | 70  | 3                | 20               | 23               | 116              | -                | - | -                    | -                    | -                    |                      |                      |
| 2006-2007  | River Rats d'Albany        | LAH        | 44  | 3                | 10               | 13               | 65               | 5                | 1 | 1                    | 2                    | 4                    |                      |                      |
| 2006-2007  | Avalanche du Colorado      | LNH        | 22  | 1                | 4                | 5                | 11               | -                | - | -                    | -                    | -                    |                      |                      |
| 2007-2008  | Avalanche du Colorado      | LNH        | 72  | 8                | 11               | 19               | 40               | 5                | 0 | 2                    | 2                    | 4                    |                      |                      |
| 2008-2009  | Maple Leafs de Toronto     | LNH        | 66  | 6                | 17               | 23               | 43               | -                | - | -                    | -                    | -                    |                      |                      |
| 2009-2010  | Maple Leafs de Toronto     | LNH        | 39  | 2                | 8                | 10               | 20               | -                | - | -                    | -                    | -                    |                      |                      |
| 2010-2011  | Marlies de Toronto         | LAH        | 23  | 0                | 5                | 5                | 8                | -                | - | -                    | -                    | -                    |                      |                      |
| 2011-2012  | Marlies de Toronto         | LAH        | 31  | 3                | 7                | 10               | 44               | -                | - | -                    | -                    | -                    |                      |                      |
| Totaux LNH | Totaux LNH                 | Totaux LNH | 199 | 17               | 40               | 57               | 114              | 5                | 0 | 2                    | 2                    | 4                    |                      |                      |